# Ціфу Ганьгуй
Ціфу Ганьгуй (кит. трад.: 乞伏乾歸; піньїнь: Qifu Gangui; помер 412) — другий імператор Західної Цінь періоду Шістнадцяти держав.

## Життєпис
Був братом засновника династії Ціфу Гоженя. Зайняв трон після смерті останнього, оскільки його син і спадкоємець, Ціфу Ґунфу, був малолітнім. 400 року його держава фактично була анексована Пізньою Цінь. Однак після падіння останньої Ціфу Ганьгуй відновив незалежність Західної Цінь, якою правив до 412 року, коли був убитий під час заколоту, який очолив Ціфу Ґунфу. Престол після цього зайняв син Ціфу Ганьгуя, Ціфу Чіпань, який здолав Ціфу Ґунфу.

## Девізи правління
- Тайчу (太初) 388-400
- Ґенші (更始) 409-412